# Ƈ
La Ƈ ( minúscula: ƈ ) es una letra del alfabeto latino, derivada de C con la adición de un gancho. Se utiliza en lenguas africanas como el serer.
La minúscula ƈ se usaba anteriormente en el Alfabeto Fonético Internacional para representar una implosiva palatal sorda (IPA actual: [ʄ̊] ). Fue retirado en 1993.